# مسجد عبد المنعم رياض
مسجد عبد المنعم رياض هو أحد أشهر مساجد مدينة الغردقة. افتتح في 24 أكتوبر 1969 في عهد الرئيس جمال عبد الناصر.

## معرض صور

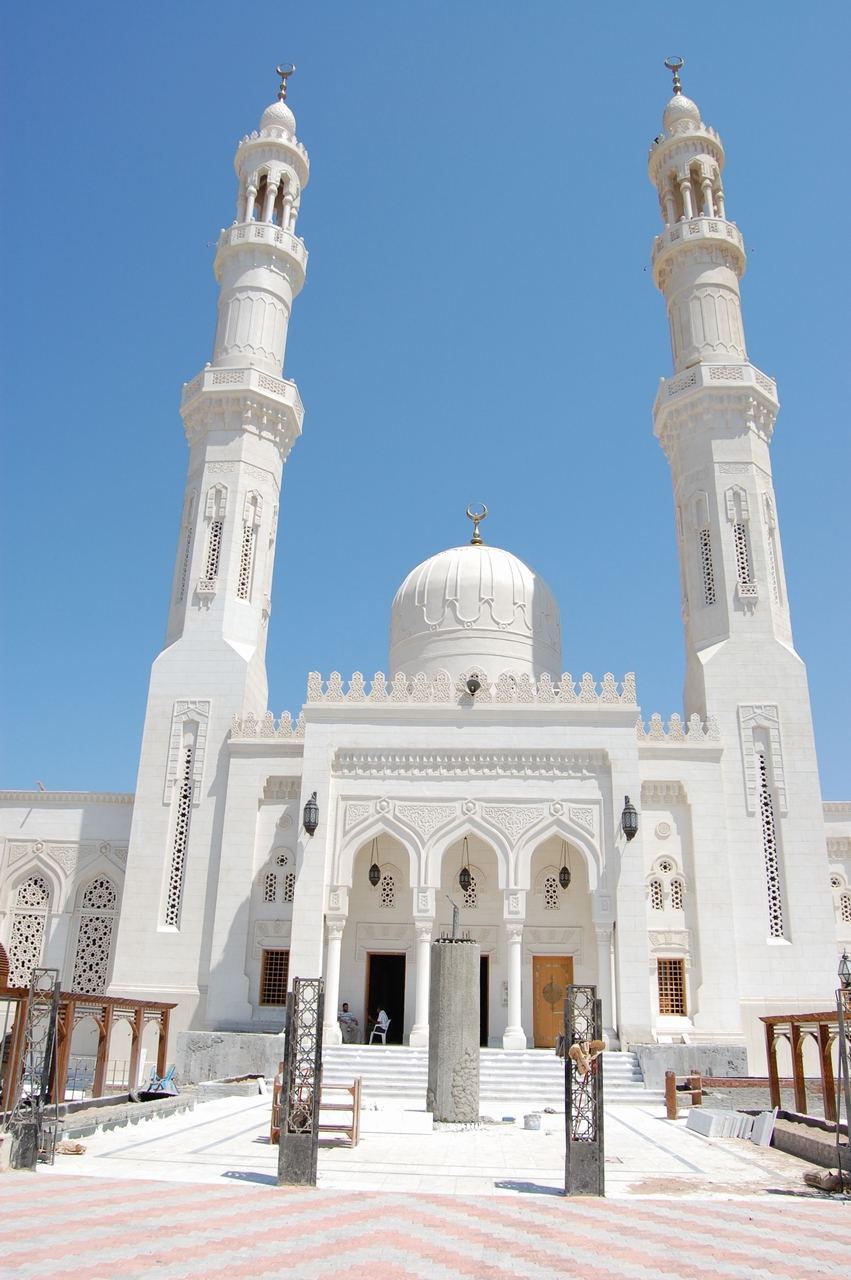
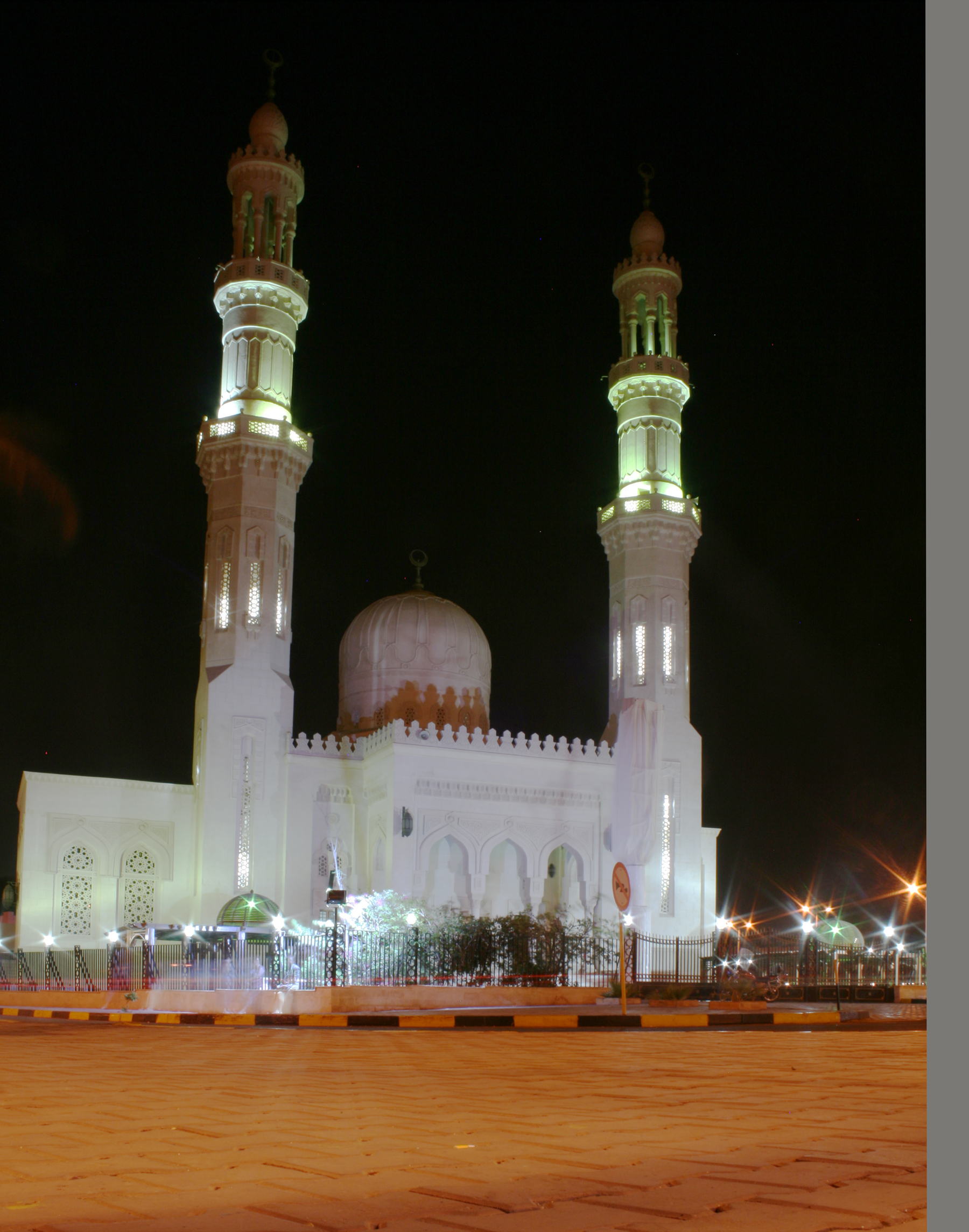
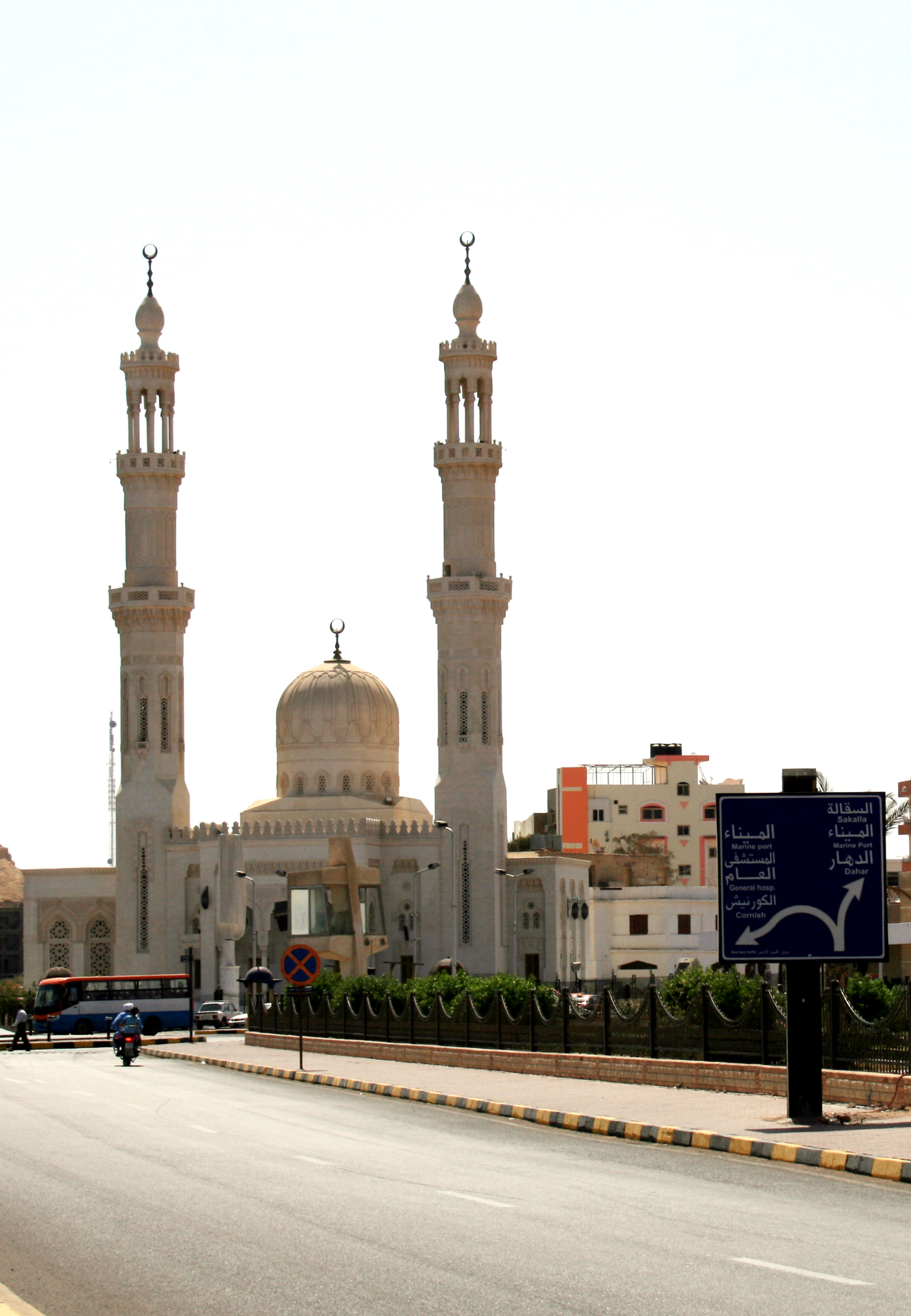
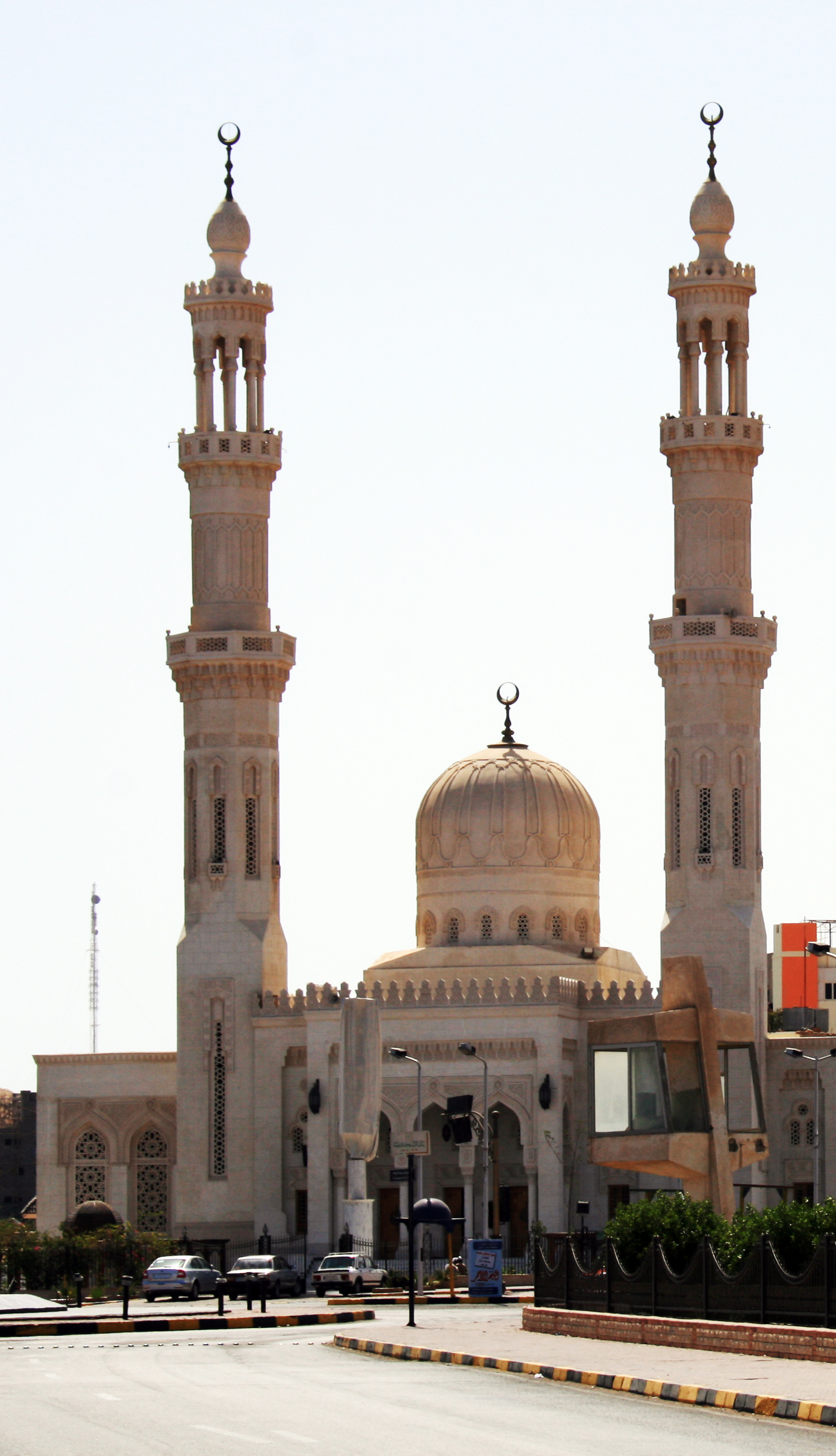
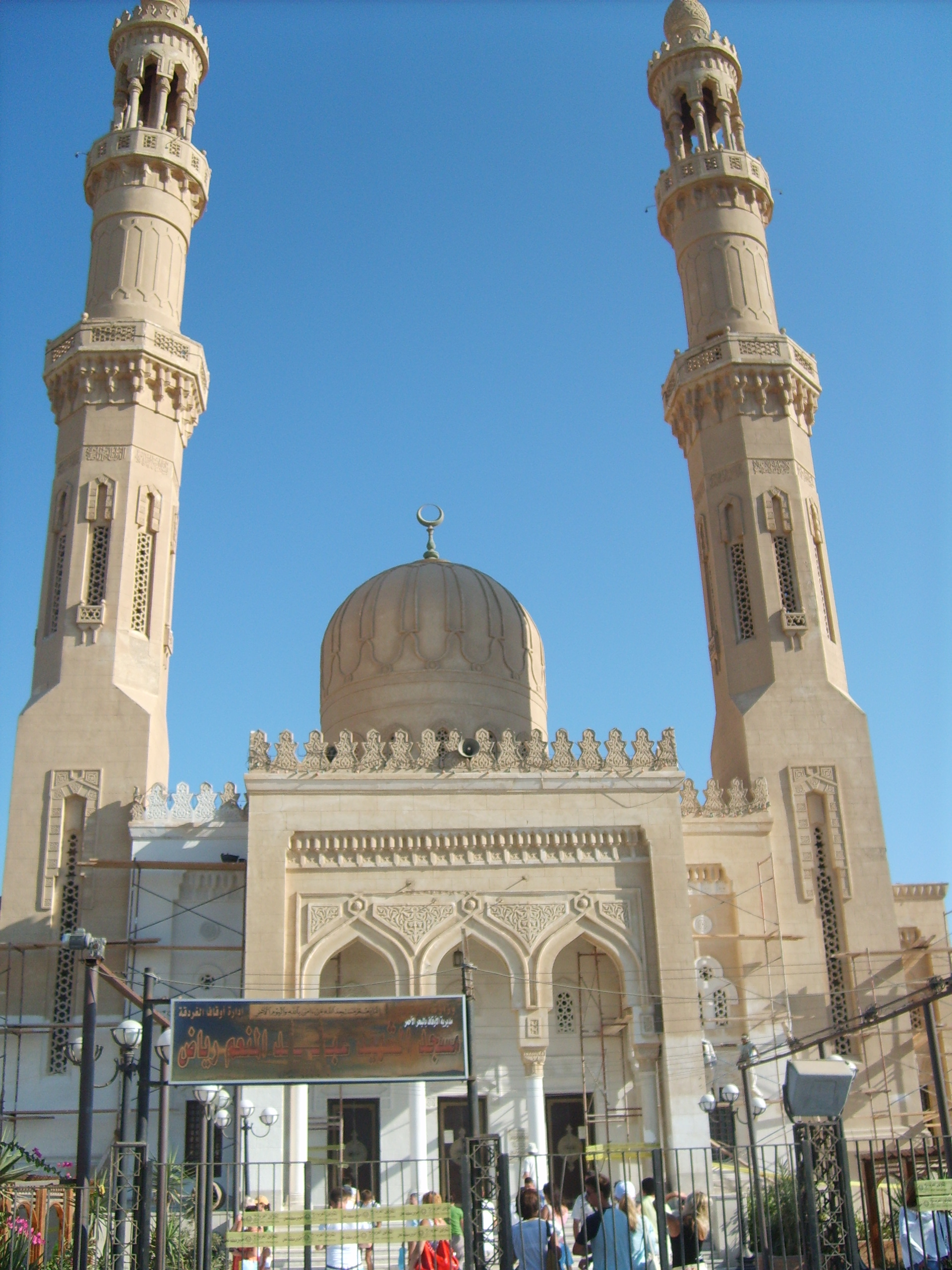
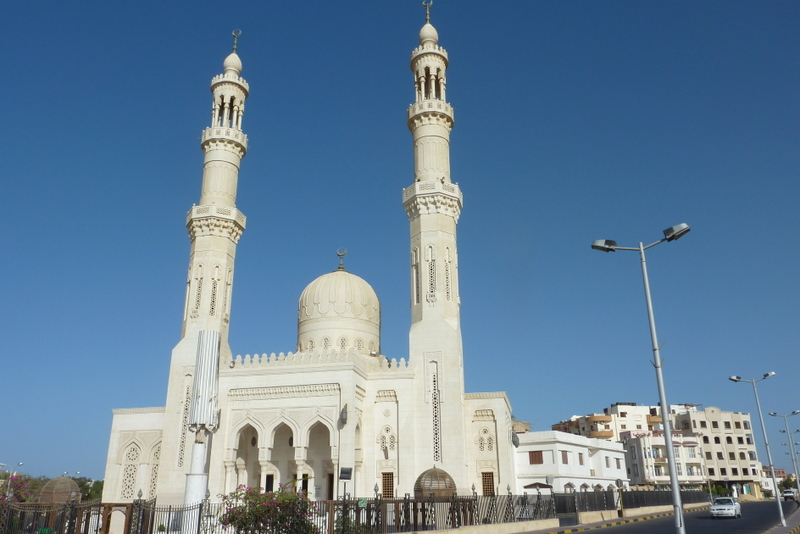
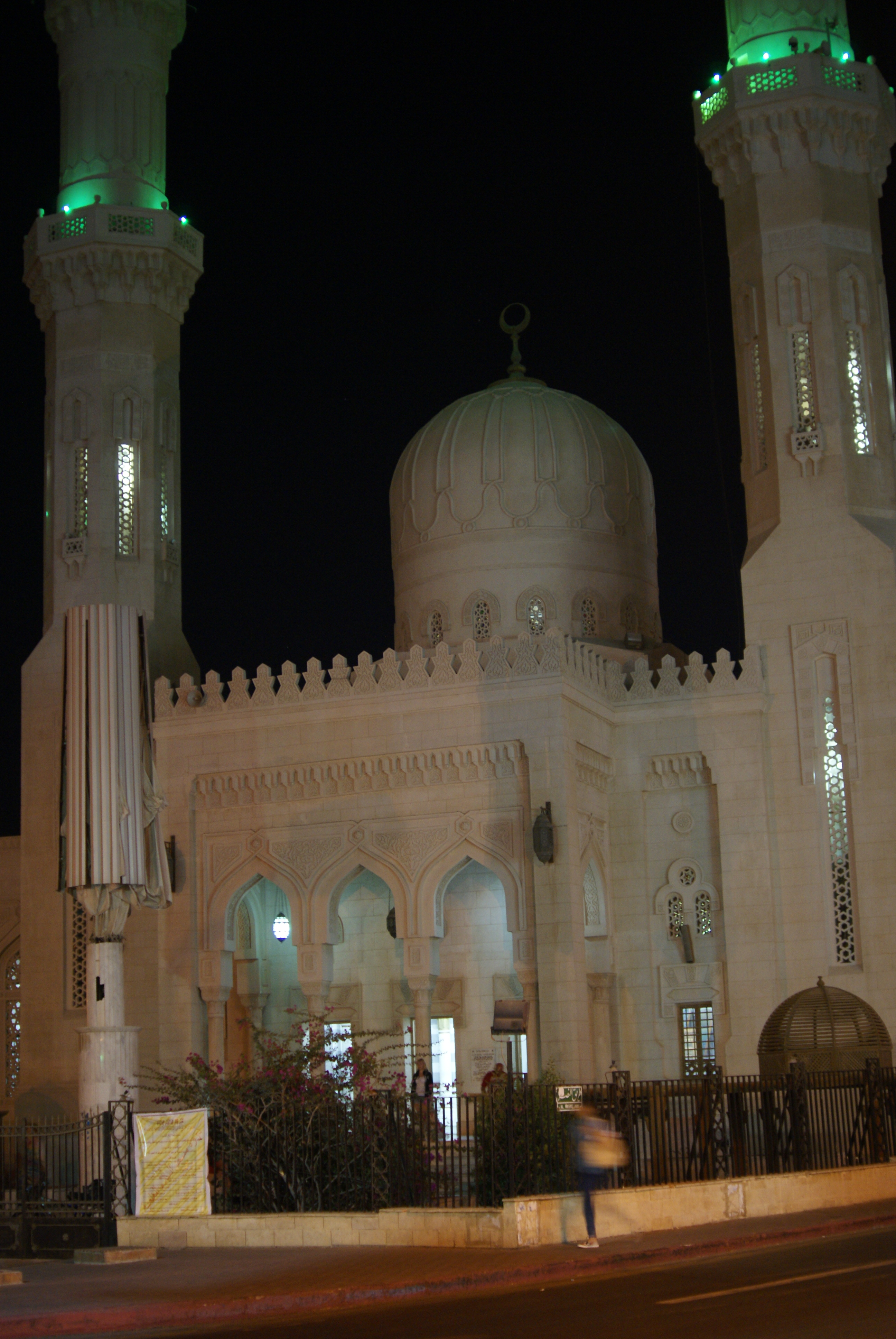
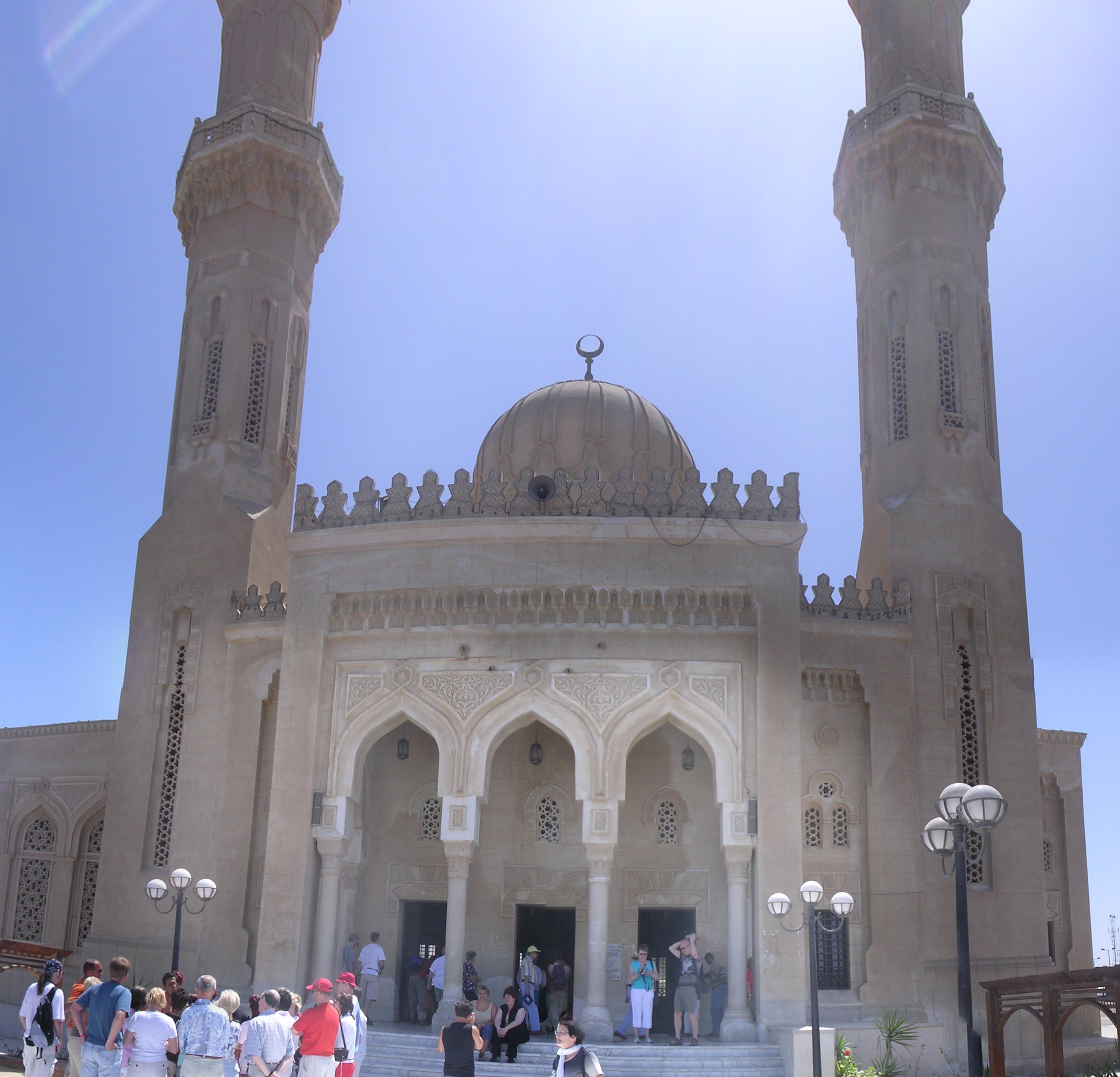
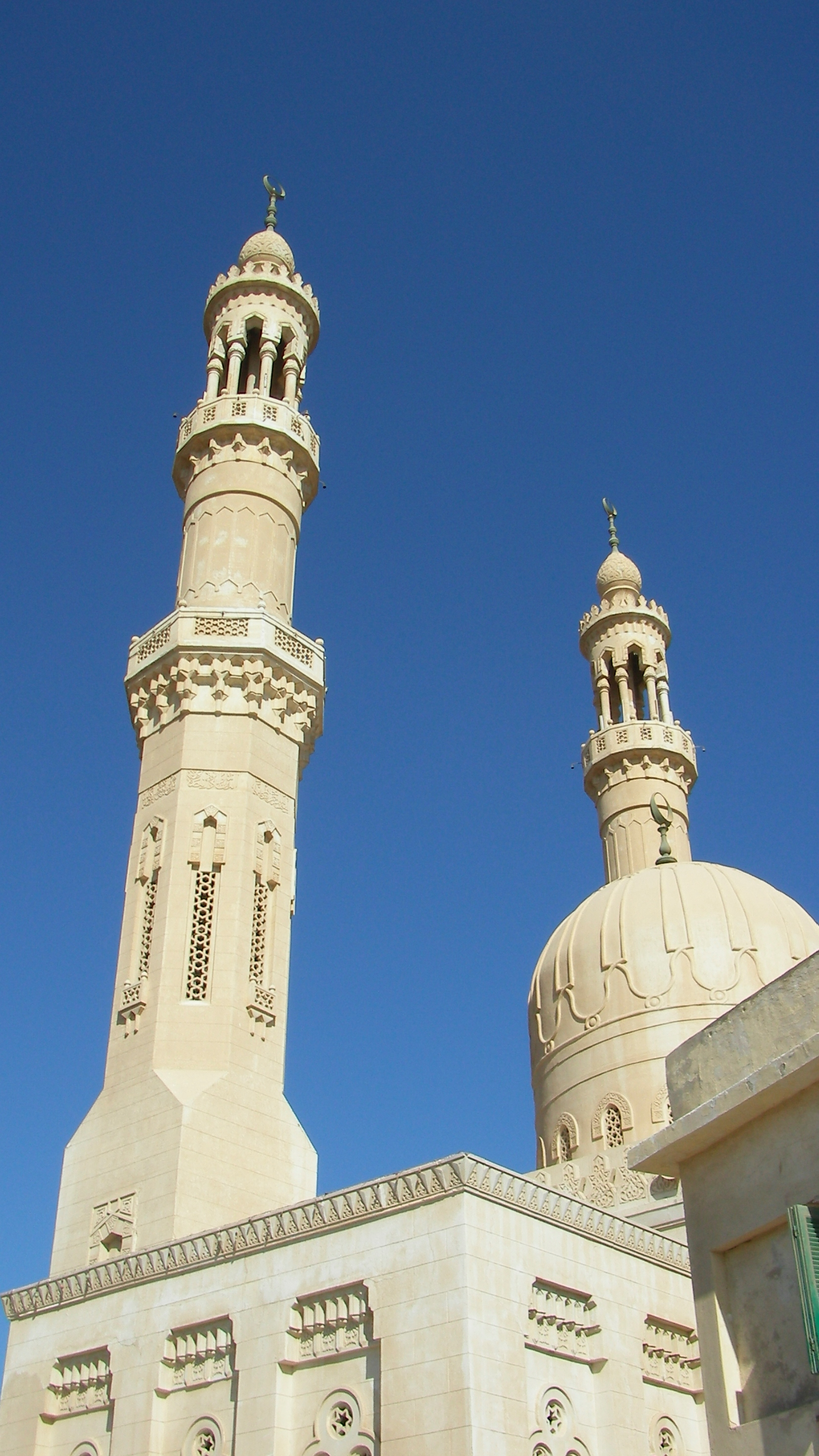
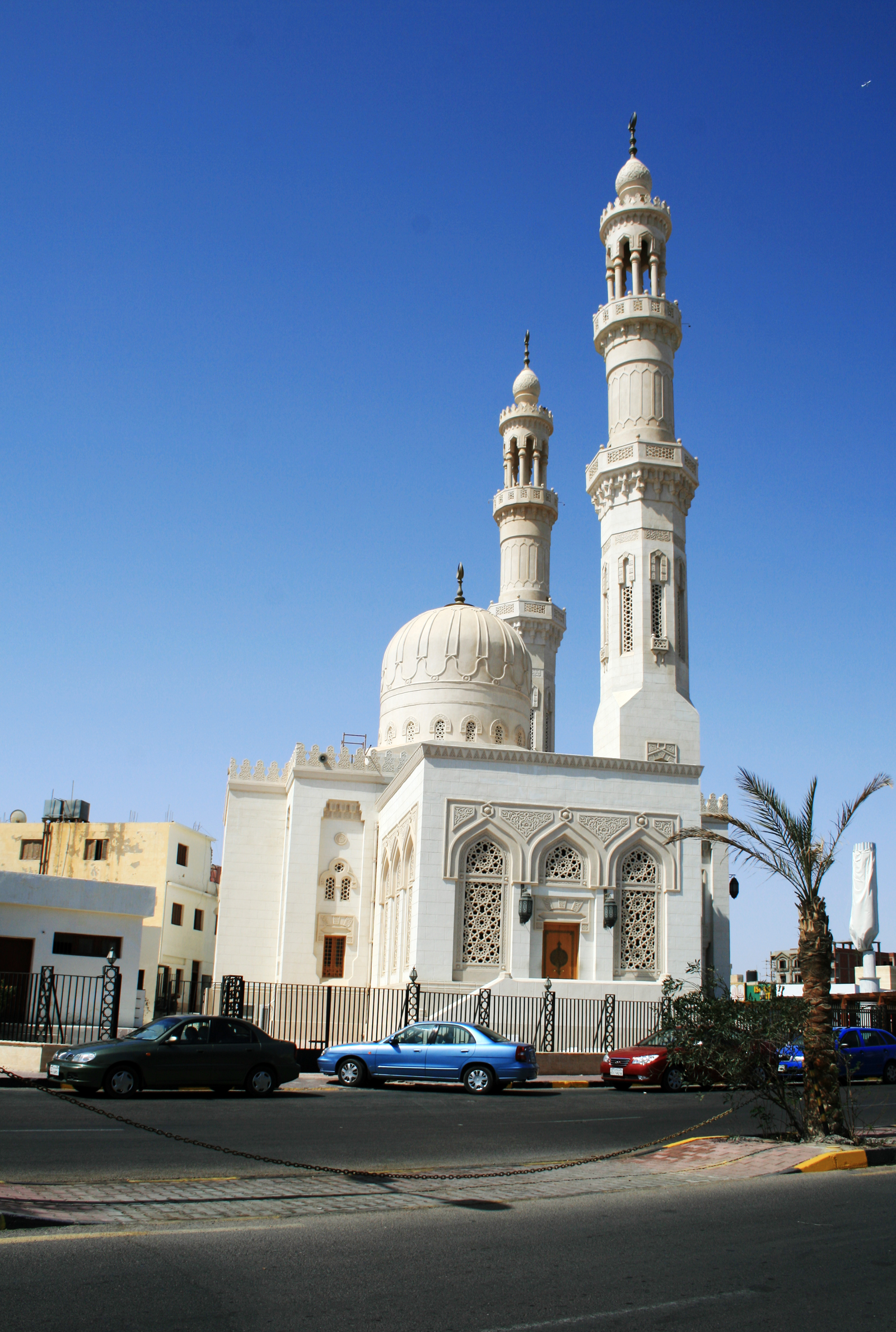
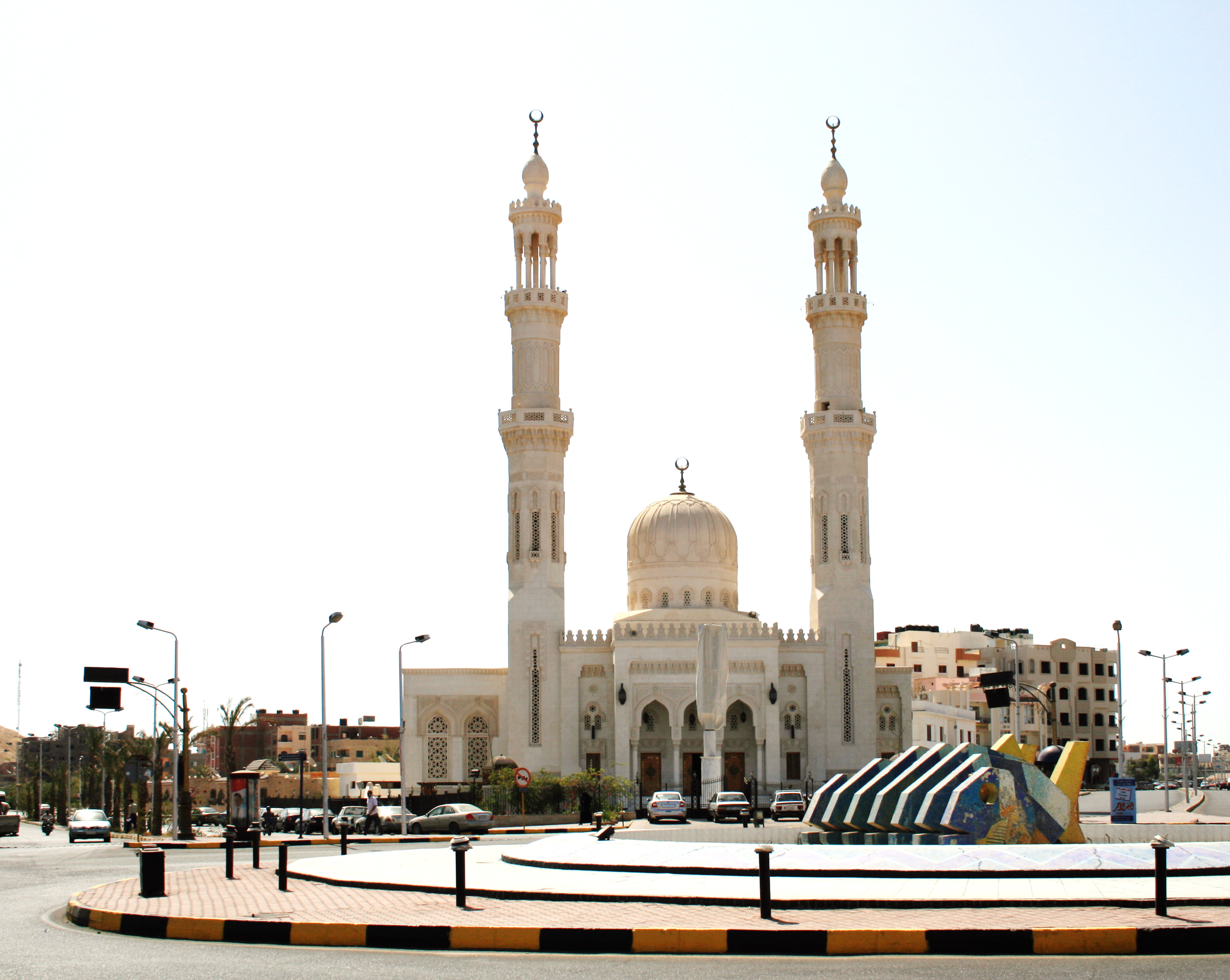
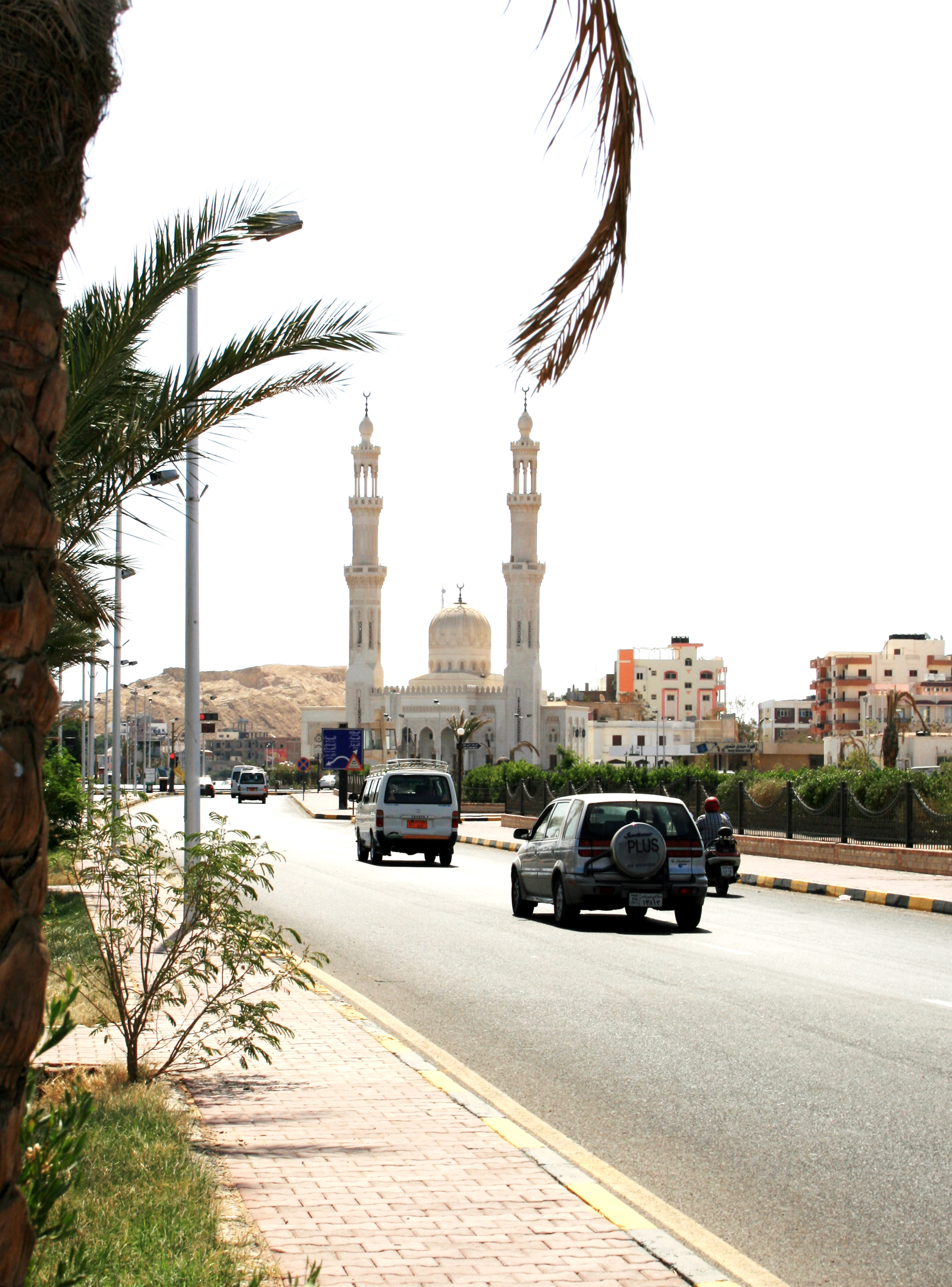
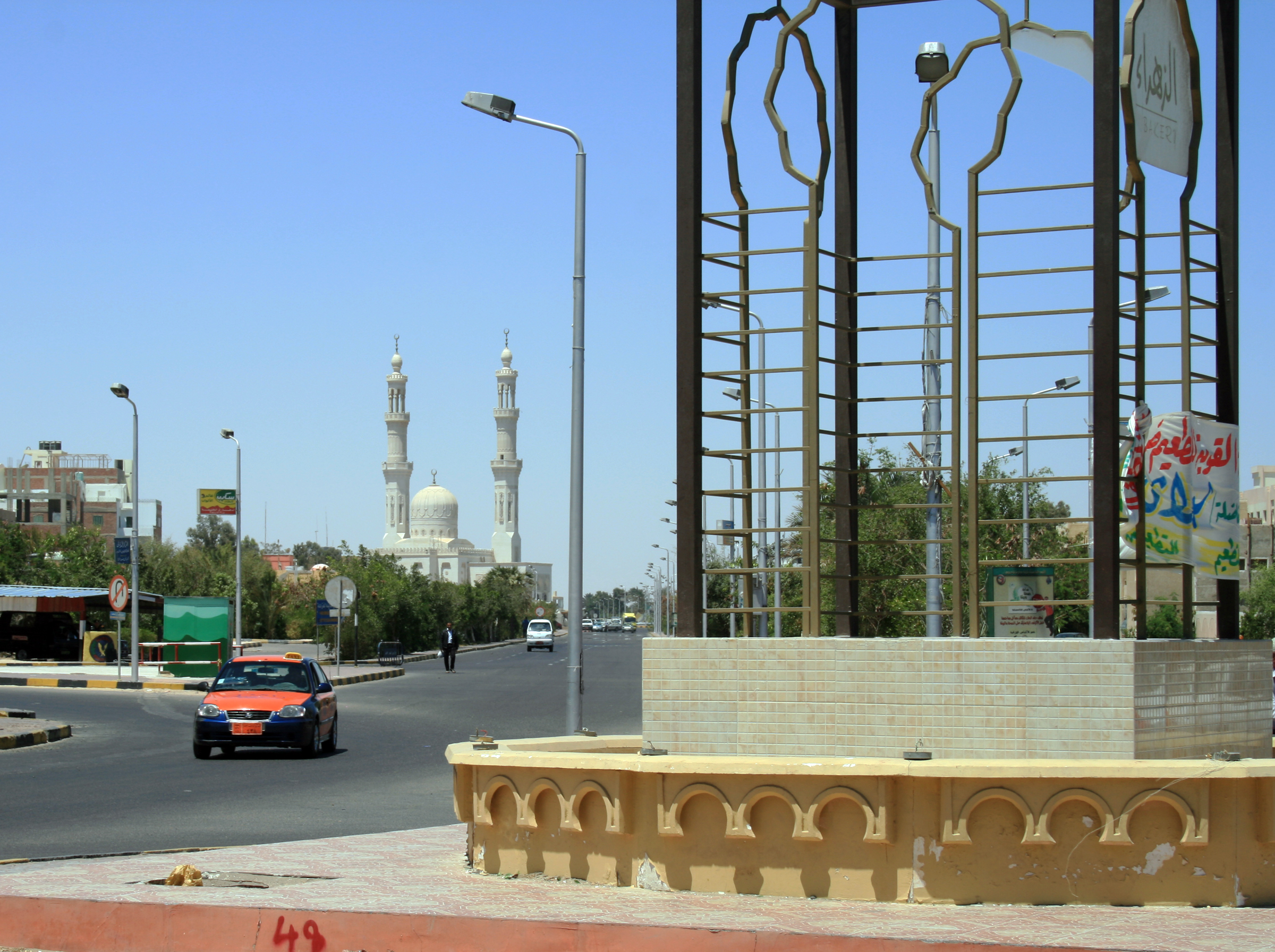